# Associazione Sportiva Alba 1942-1943
Questa voce raccoglie le informazioni riguardanti l'Associazione Sportiva Alba nelle competizioni ufficiali della stagione 1942-1943.

## Rosa
| N. |                   | Ruolo | Calciatore            |
| -- | ----------------- | ----- | --------------------- |
|    | Italia (bandiera) | P     | Emilio Battaglia      |
|    | Italia (bandiera) | D     | Elio Caprodossi       |
|    | Italia (bandiera) | C     | Ermete Proietti Cenci |
|    | Italia (bandiera) | C     | S. Del Pinto          |
|    | Italia (bandiera) | D     | Aldo De Pierro        |
|    | Italia (bandiera) | A     | Elvezio D'Orazi       |
|    | Italia (bandiera) | C     | Sergio Franceschini   |
|    | Italia (bandiera) |       | O. Giacomini          |
|    | Italia (bandiera) | C     | Sergio Giannarelli    |
|    | Italia (bandiera) | D     | A. Giunchetti         |
|    | Italia (bandiera) | D     | Romolo Lestini        |

| N. |                   | Ruolo | Calciatore          |
| -- | ----------------- | ----- | ------------------- |
|    | Italia (bandiera) | P     | Dante Luciani       |
|    | Italia (bandiera) | A     | Umberto Lombardini  |
|    | Italia (bandiera) | A     | Armando Longhi      |
|    | Italia (bandiera) | A     | D. Luciani          |
|    | Italia (bandiera) | A     | Giuseppe Mancini    |
|    | Italia (bandiera) | D     | Alfredo Marini      |
|    | Italia (bandiera) | D     | Giosuè Sanvito      |
|    | Italia (bandiera) | C     | Roberto Scagliarini |
|    | Italia (bandiera) | C     | Armando Testoni     |
|    | Italia (bandiera) | A     | Omero Urilli        |